# Kizynek
Kizynek (Kizlink) – polski herb szlachecki z indygenatu.

## Opis herbu
Opis zgodnie z klasycznymi regułami blazonowania:
W polu czerwonym trąba w skos, czarna, na której zaćwieczone trzy lilie złote. 
Klejnot: dwie trąby czarne, każda z zaćwieczonymi trzema liliami złotymi. 
Labry czerwone, podbite czernią.
Juliusz Karol Ostrowski podaje lilie srebrne. Wspomina też wizerunek z Metryki Koronnej, gdzie w klejnocie zamiast lilii są róże.

## Najwcześniejsze wzmianki
Józef Szymański podaje, że herb nadał Zygmunt I Stary Janowi Kizlinkowi, zaś potwierdzono go indygenatem 27 marca 1613, również Janowi, z ziemi zatorskiej. Ostrowski pisze, że nobilitacja z XVI wieku pochodziła od cesarza Ferdynanda, zaś Zygmunt I zatwierdził ją indygenatem.

## Herbowni
Jedna rodzina herbownych (herb własny):
Kizynek (Kizikowski, Kizinek, Kizlink).